# Jurgen Ekkelenkamp
Jurgen Ekkelenkamp (Zeist, 2000. április 5. –) holland korosztályos válogatott labdarúgó, a Hertha BSC játékosa.

## Pályafutása

### Klubcsapatokban
2004 és 2013 között az Almere City korosztályos csapataiban nevelkedett, majd innen került az Ajax akadémiájára. 2018. április 9-én mutatkozott be góllal a Jong Ajaxban a Den Bosch csapata elleni másodosztályú mérkőzésen. 10 nappal később a felnőttek között is bemutatkozott az élvonalban a VVV-Venlo ellen, s 84. percben Noussair Mazraoui cseréjeként. 2019. április 10-én debütált az UEFA-bajnokok ligájában az olasz Juventus ellen. 2020. október 24-én csapata 13–0-ra nyert a VVV-Venlo ellen, a mérkőzésen 2 gólt szerzett és egy gólpasszt osztott ki.
2021 augusztus végén aláírt 2025 nyaráig a német Hertha BSC csapatához. Szeptember 17-én az SpVgg Greuther Fürth ellen góllal mutatkozott be a bajnokságban.

### A válogatottban
Többszörös korosztályos válogatott játékos. Bekerült a 2021-es U21-es labdarúgó-Európa-bajnokságon résztvevő válogatott keretébe.

## Statisztika
2022. január 15-i állapotnak megfelelően.
| Klub       | Szezon   | Bajnokság      | Bajnokság | Bajnokság | Kupa     | Kupa  | Nemzetközi | Nemzetközi | Egyéb    | Egyéb | Összesen | Összesen |
| Klub       | Szezon   | Bajnokság      | Mérkőzés  | Gólok     | Mérkőzés | Gólok | Mérkőzés   | Gólok      | Mérkőzés | Gólok | Mérkőzés | Gólok    |
| ---------- | -------- | -------------- | --------- | --------- | -------- | ----- | ---------- | ---------- | -------- | ----- | -------- | -------- |
| Jong Ajax  | 2017–18  | Eerste Divisie | 1         | 1         | –        | –     | –          | –          | –        | –     | 1        | 1        |
| Jong Ajax  | 2018–19  | Eerste Divisie | 21        | 4         | –        | –     | –          | –          | –        | –     | 21       | 4        |
| Jong Ajax  | 2019–20  | Eerste Divisie | 21        | 11        | –        | –     | –          | –          | –        | –     | 21       | 11       |
| Jong Ajax  | 2020–21  | Eerste Divisie | 6         | 1         | –        | –     | –          | –          | –        | –     | 6        | 1        |
| Jong Ajax  | Összesen | Összesen       | 49        | 17        | 0        | 0     | 0          | 0          | 0        | 0     | 49       | 17       |
| Ajax       | 2017–18  | Eredivisie     | 3         | 0         | 0        | 0     | 0          | 0          | –        | –     | 3        | 0        |
| Ajax       | 2018–19  | Eredivisie     | 3         | 0         | 1        | 1     | 1          | 0          | –        | –     | 5        | 1        |
| Ajax       | 2019–20  | Eredivisie     | 4         | 1         | 3        | 1     | 1          | 0          | 0        | 0     | 9        | 2        |
| Ajax       | 2020–21  | Eredivisie     | 15        | 3         | 4        | 0     | 4          | 0          | –        | –     | 23       | 3        |
| Ajax       | 2021–22  | Eredivisie     | 0         | 0         | 0        | 0     | 0          | 0          | 1        | 0     | 1        | 0        |
| Ajax       | Összesen | Összesen       | 25        | 4         | 8        | 2     | 6          | 0          | 1        | 0     | 40       | 6        |
| Hertha BSC | 2021–22  | Bundesliga     | 14        | 2         | 1        | 0     | –          | –          | –        | –     | 15       | 1        |
| Hertha BSC | Összesen | Összesen       | 14        | 2         | 1        | 0     | 0          | 0          | 0        | 0     | 15       | 2        |
| Összesen   | Összesen | Összesen       | 88        | 23        | 9        | 2     | 6          | 0          | 1        | 0     | 104      | 25       |

1. ↑  A bajnokságot megszakították a koronavírus-járvány miatt.
2. ↑  A bajnokságot megszakították a koronavírus-járvány miatt.

1. ↑  Johan Cruijff-kupa

## Sikerei, díjai
- Jong Ajax
  - Eerste Divisie: 2017–18
- Ajax
  - Eredivisie: 2018–19, 2020–21
  - Holland kupa: 2018–19
  - Holland szuperkupa: 2019